# Krutoi (Rostov)
|  | Per a altres significats, vegeu «Krutoi». |

Krutoi (en rus: Крутой) és un poble (un khútor) de l'óblast de Rostov, a Rússia, segons el cens rus del 2010 tenia 829 habitants. Pertany al districte de Tsimliansk.